# تپه امامزاده ابراهیم
تپه امامزاده ابراهیم مربوط به دوران پیش از تاریخ ایران باستان است و در شهرستان بوئین‌زهرا، روستای سلیمان‌آباد واقع شده و این اثر در تاریخ ۱۰ مهر ۱۳۸۰ با شمارهٔ ثبت ۳۹۳۱ به‌عنوان یکی از آثار ملی ایران به ثبت رسیده است.